# 白軍

白軍の軍旗

白軍（はくぐん、ロシア語: Белая Армия ビェーラヤ・アールミヤ）は、1917年以降のロシア革命期における革命側の赤軍に対する反革命側の軍隊の総称である。
白衛軍（Белая Гвардия ビェーラヤ・グヴァールヂヤ）、白色運動（Белое движение ビェーライェ・ドヴィジェーニイェまたはБелое дело ビェーライェ・ヂェーラ）とも呼ばれる。その他、各国語によって異なる名称で呼ばれる。ロシア内戦において赤軍と戦闘を繰り広げたが、1920年にクリミア半島から最後の部隊が撤退・亡命した。
白軍は君主主義者と共和主義者の両方がいたが、憲法制定議会が開かれるまでは政治形態を決定しないという非予定原則に基づいて共に戦っていた。しかし両者はたびたび対立を起こした。

## 概要
白軍は、ロシア帝国旧領内の各地で設立された。白軍の内訳は前線からの旧ロシア帝国軍、退役軍人、白軍派コサック軍から成り、各地に共和国を建国した。一般にロシアの右翼とイメージされるが、左翼も含まれた。以前はボリシェヴィキ系の共産主義者以外はすべてが白軍に括られる傾向があったが、これはソ連によるプロパガンダであり、今日ではすべての反ソヴィエト勢力が白軍と呼ばれるわけではない。
また、主要な白軍は反ボリシェヴィキ革命に対する牙城として英仏などが支援していた。なお、ロシア内戦期に活動した勢力には、白軍と赤軍（ソヴィエト共産主義者）のどちらともつかない、社会主義者や非ボリシェヴィキ系の共産主義者の勢力もあった。これらを俗に「ピンク色」と称することがあるが、侮蔑的な呼称である。
白軍指導者にはアントーン・デニーキン、アレクサンドル・コルチャーク、グリゴリー・セミョーノフなどが存在する。一時はロシアやウクライナの多くの土地を支配下に収め、圧倒的な強さを誇ったが内紛などもあり次第に赤軍に敗北を重ねるようになった。最終的に、1920年11月のペレコープ＝チョーンガル作戦で敗れ、多くの兵・市民がフランス、アメリカ合衆国などへ亡命した。このときの亡命艦隊はロシア艦隊と呼ばれ、1930年代までフランスに抑留されていたことで知られる。
白軍は、ロシア帝国の支配下にあったフィンランドでも設立された。ロシア革命によってフィンランドは独立したが、独立直後の政情不安と混乱を突き、共産主義者である赤衛軍がフィンランド各地で反乱を起こした。この赤衛軍は一時首都ヘルシンキを占領したため、その反対勢力はロシア帝国の軍人だったカール・グスタフ・エミール・マンネルヘイムを登用し、白衛軍を組織した。当時第一次世界大戦中でロシアと対立していたドイツ帝国と、中立ながらフィンランドに同情を寄せていたスウェーデンが義勇軍を送り内戦となった。1918年1月から5月まで戦闘が行なわれ、最後は白衛軍が勝利を収めた。
白軍の「白」については、「白軍を構成する主な勢力が旧ロシア帝国軍であり、白色テロと関連づけた」という説と、「ロシアでは白（＝雪）が悪を示す色で、赤（＝火）が正義を示す色であり、ボリシェヴィキが民衆に相手は悪だと印象づける為に白軍とした」という説があるが、よく分かっていない。
なお、満洲国への移住で日本人にも馴染の深い「白系ロシア人」は、革命時に白衛軍側とみなされ国外へ逃亡した人々のことである。
白ロシア（ベラルーシ）は地域名及び共和国名であり、「白系」とは無関係。この場合の「白」の意味についてはベラルーシ#国名を参照のこと。

## 主な組織

### ロシア義勇軍とドン軍

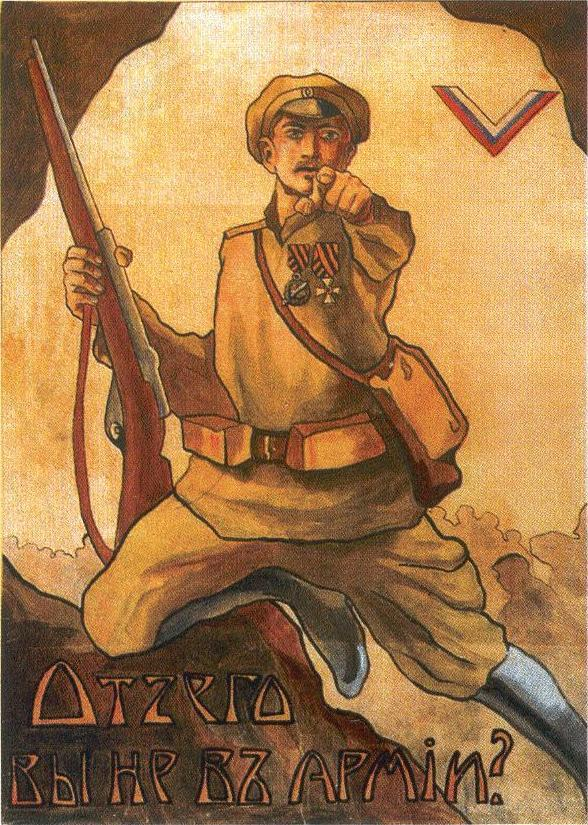
ロシア義勇軍の兵士募集ポスター

十月革命後、逮捕されていたラーヴル・コルニーロフ、アントーン・デニーキン、セルゲイ・マルコフ（ロシア語版）将軍らは、最高司令官ニコライ・ドゥホーニン将軍（ロシア語版）によって釈放され、ドンの首長アレクセイ・カレディン（ロシア語版）の下へ送られた。ドン地方はソビエトの権力を放棄し、「全国的な、民衆に認められた政権が形成されるまで」独立を宣言した。最初の白軍は「アレクセーエフ機関（ロシア語版）」と呼ばれ、アレクセーエフ将軍によって創設された。そしてこの組織のメンバーからロシア義勇軍（ロシア語版）が結成された。その後ロシア義勇軍にはカレディン将軍とコルニーロフ将軍が加わった。さらに3か月後の1918年4月、ドン軍防衛評議会はドン軍を結成した。 1918年5月、ルーマニア戦線から来たドロズドフスキー将軍の部隊が義勇軍に加わった。
ドンに来た人々の中には著名人もいた。元社会革命党武装組織の責任者で、義勇軍に「祖国と自由防衛同盟」を組織したボリス・サヴィンコフである。軍の指導者やコサックたちは彼に対して非常に否定的な態度を示した。

### ロシア人民軍
1918年6月8日、チェコスロバキア軍団がサマラを占領した。同日、ニコライ・ガルキン大佐（ロシア語版）の指揮の下、憲法制定議会議員委員会によってロシア人民軍（ロシア語版）が組織された。 6月9日、 ウラジーミル・カッペリ中佐が軍に着任した後、第1サマラ義勇中隊、スタフィエフスキー参謀大尉の騎兵中隊、ヴィリパエフ大尉のヴォルガ騎兵中隊、騎馬偵察隊、破壊チーム、補給部隊が編成された。部隊編成後、カッペルの部隊は6月11日にシズラニ、12日にスタヴロポリを占領した。
7月10日、ロシア人民軍は再び赤軍が占領していたシズラニに侵入し、彼らをシンビルスクまで押し戻した。数日後、カッペルの軍隊はシンビルスク市を占領し、その後すぐに複数の方向へ攻撃を開始した。シズラニからヴォルスク市とペンザ市を攻撃し、シンビルスク市からインザ市とアラティル市、そしてヴォルガ川沿いにカマ川の河口まで攻撃した。
カザン占領後、ロシア人民軍は再編成された。ヴォルガ戦線はスタニスラフ・チェチェクの指揮下で創設され、シンビルスク、カザン、フヴァリンスク、ウファ、ニコラエフ、ウラル・コサック軍、オレンブルク・コサック軍といったいくつかのグループに分かれた。
カッペリは司令部にニジニ・ノヴゴロドを占領するよう提案した。この都市を占領すればボリシェヴィキの資金が奪われ、ベルリンでドイツとの追加協定に署名するというボルシェビキの計画が妨害されるだろうと推測したからである。しかし、司令部とチェコスロバキア軍団は予備兵力の不足を理由にこの計画を断念した。

## 主な参加者

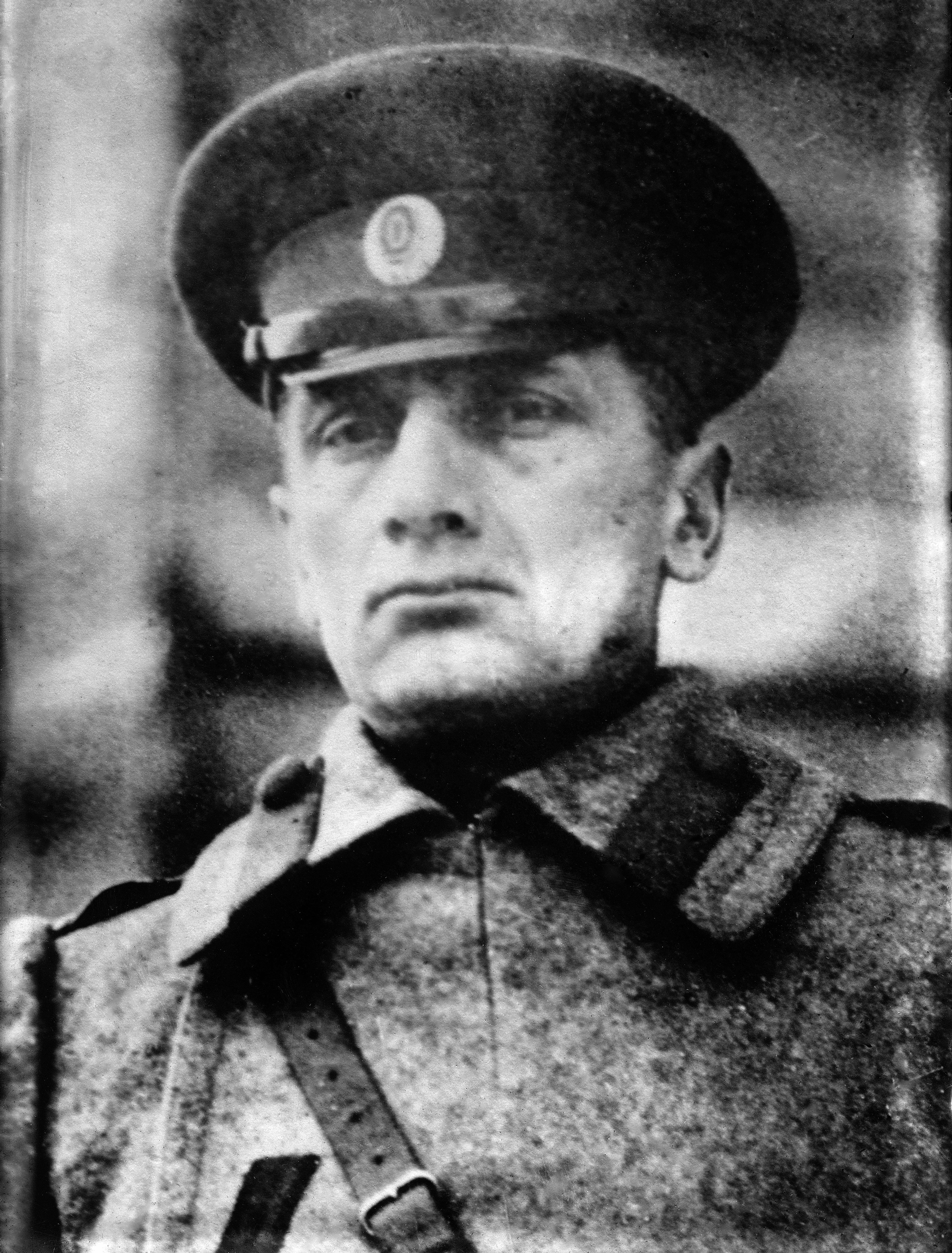
アレクサンドル・コルチャーク
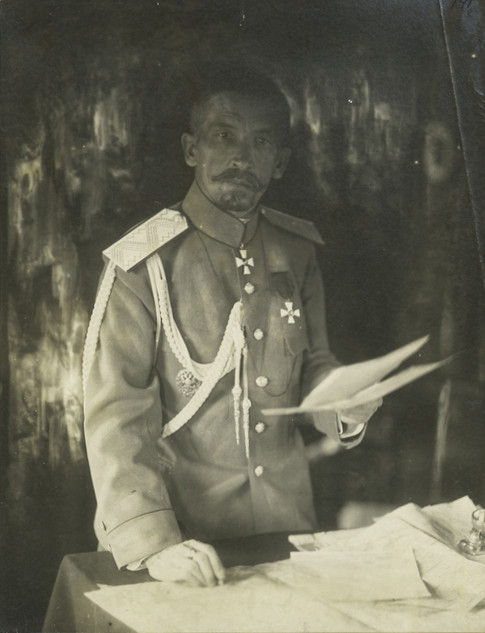
ラーヴル・コルニーロフ
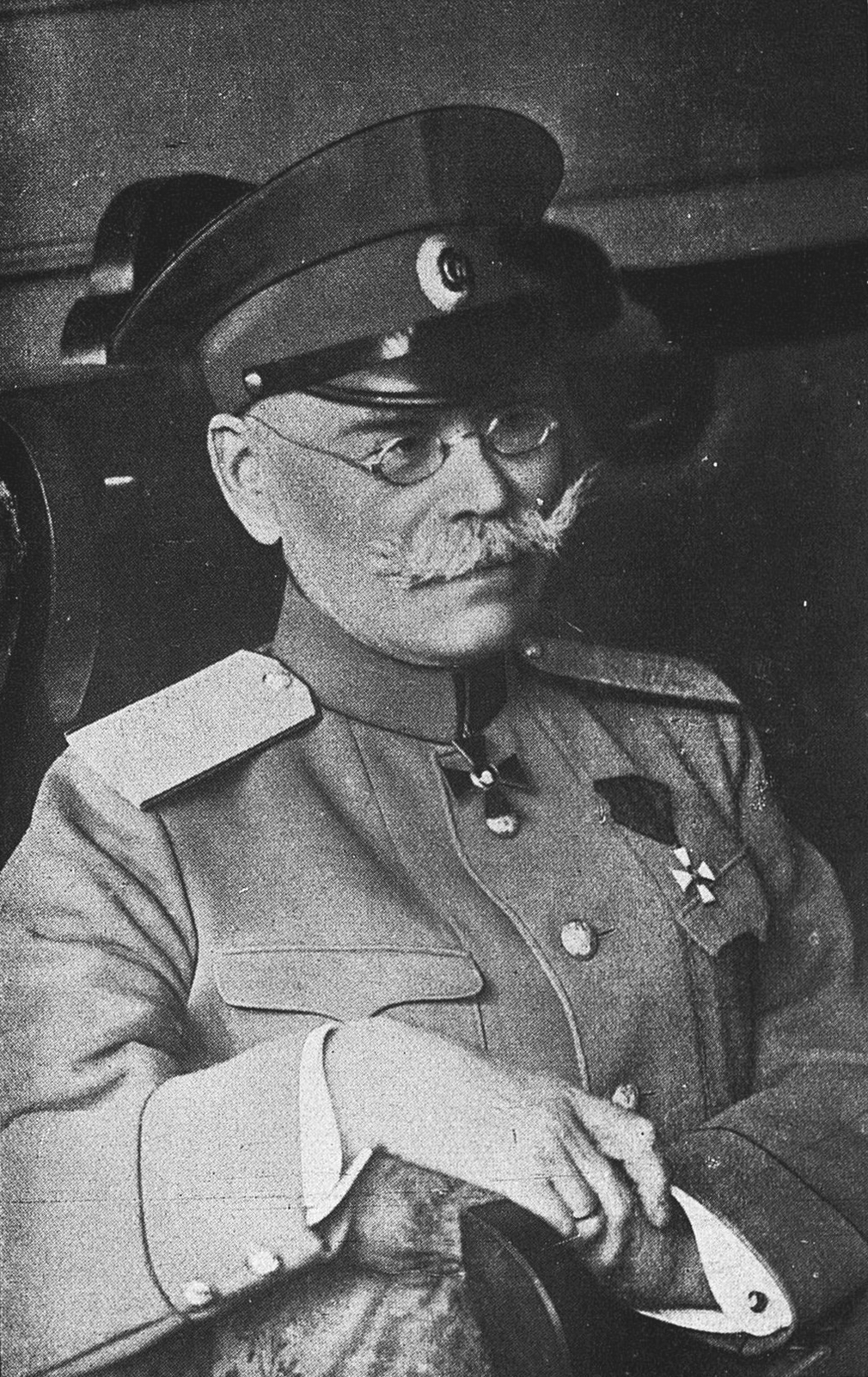
ミハイル・アレクセーエフ
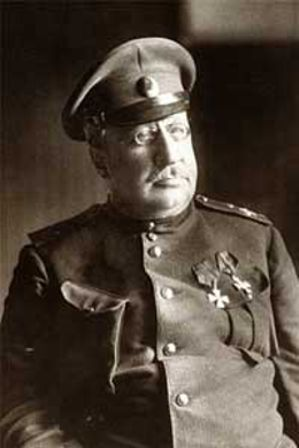
ウラジーミル・マイ＝マエフスキー（英語版）
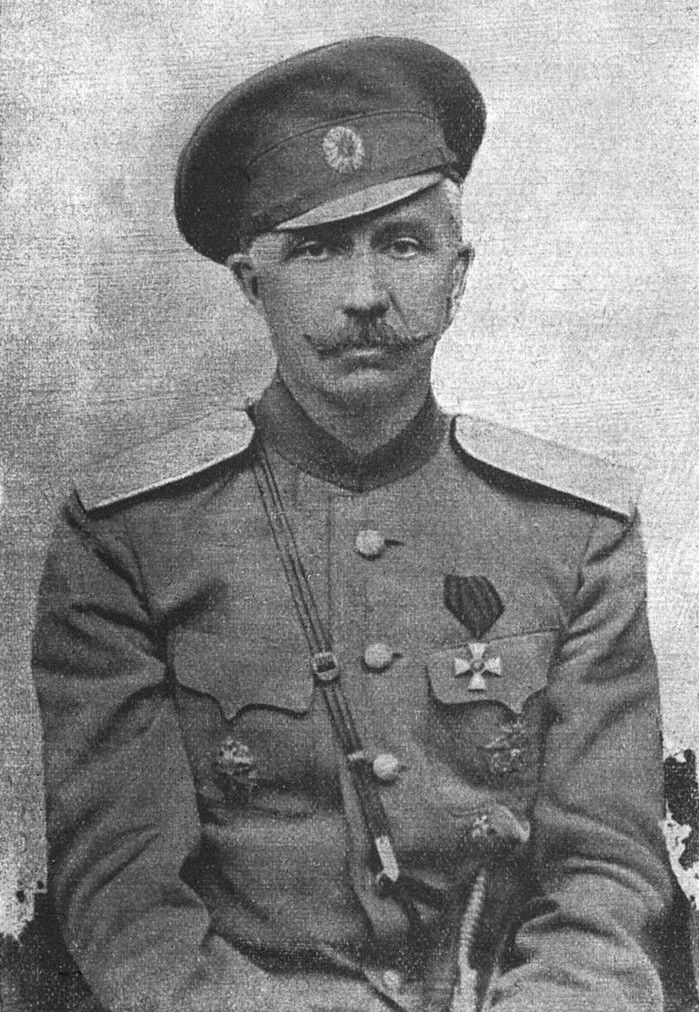
ピョートル・クラスノフ
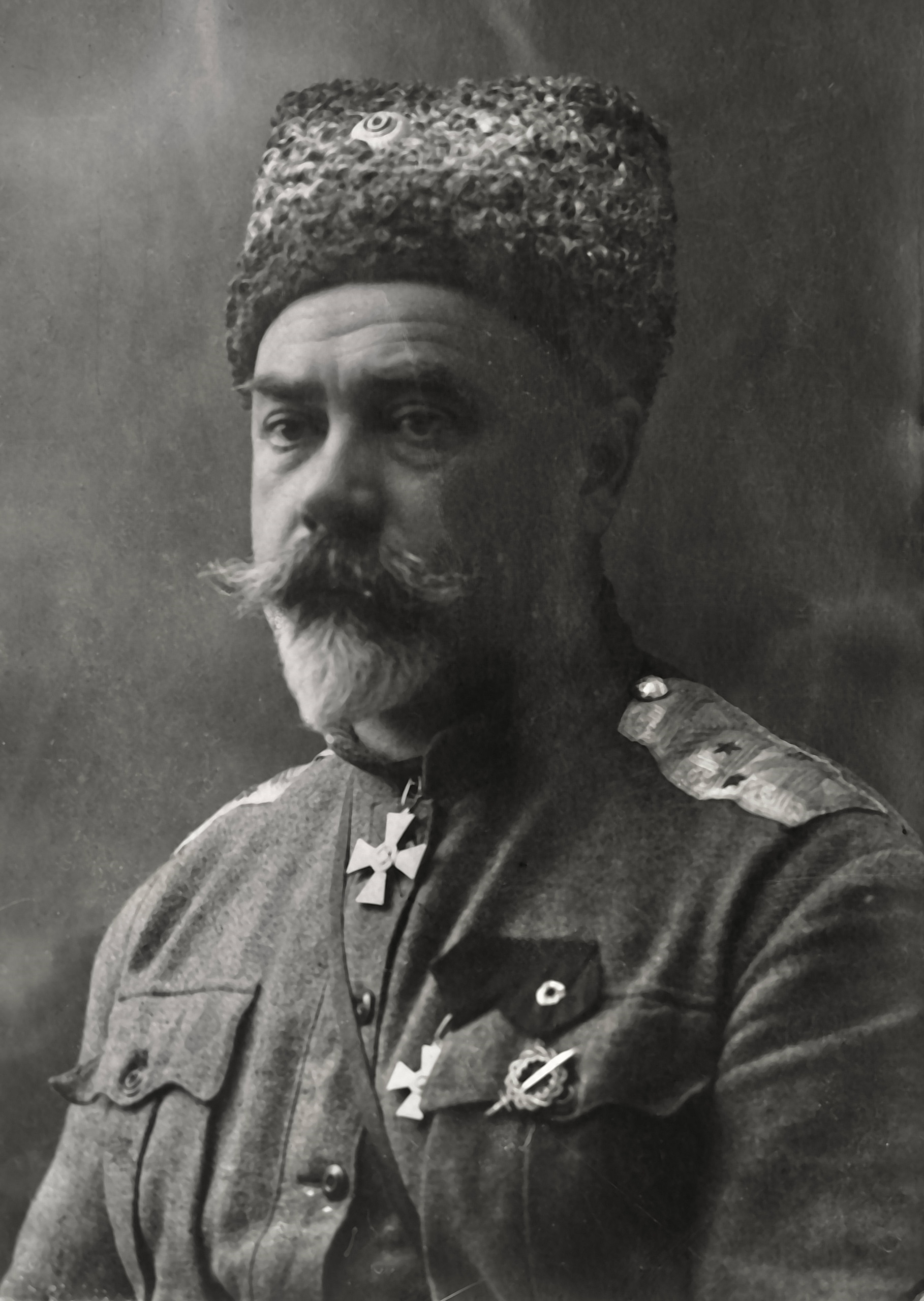
アントーン・デニーキン
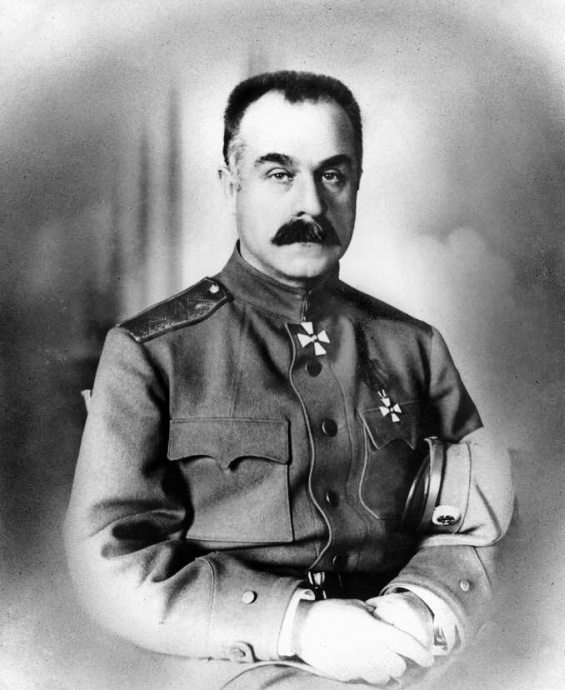
アレクセイ・カレージン
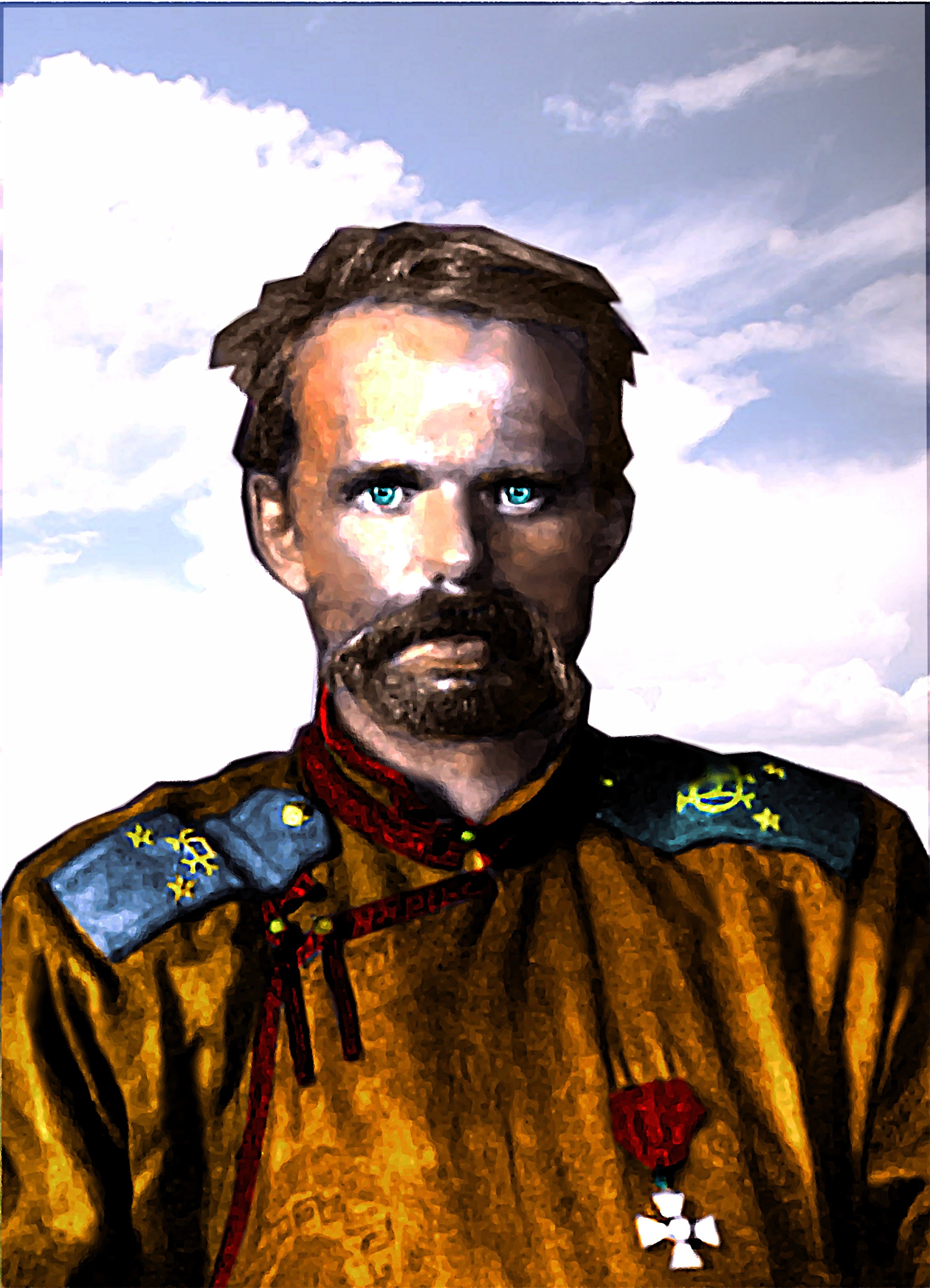
ロマン・ウンゲルン
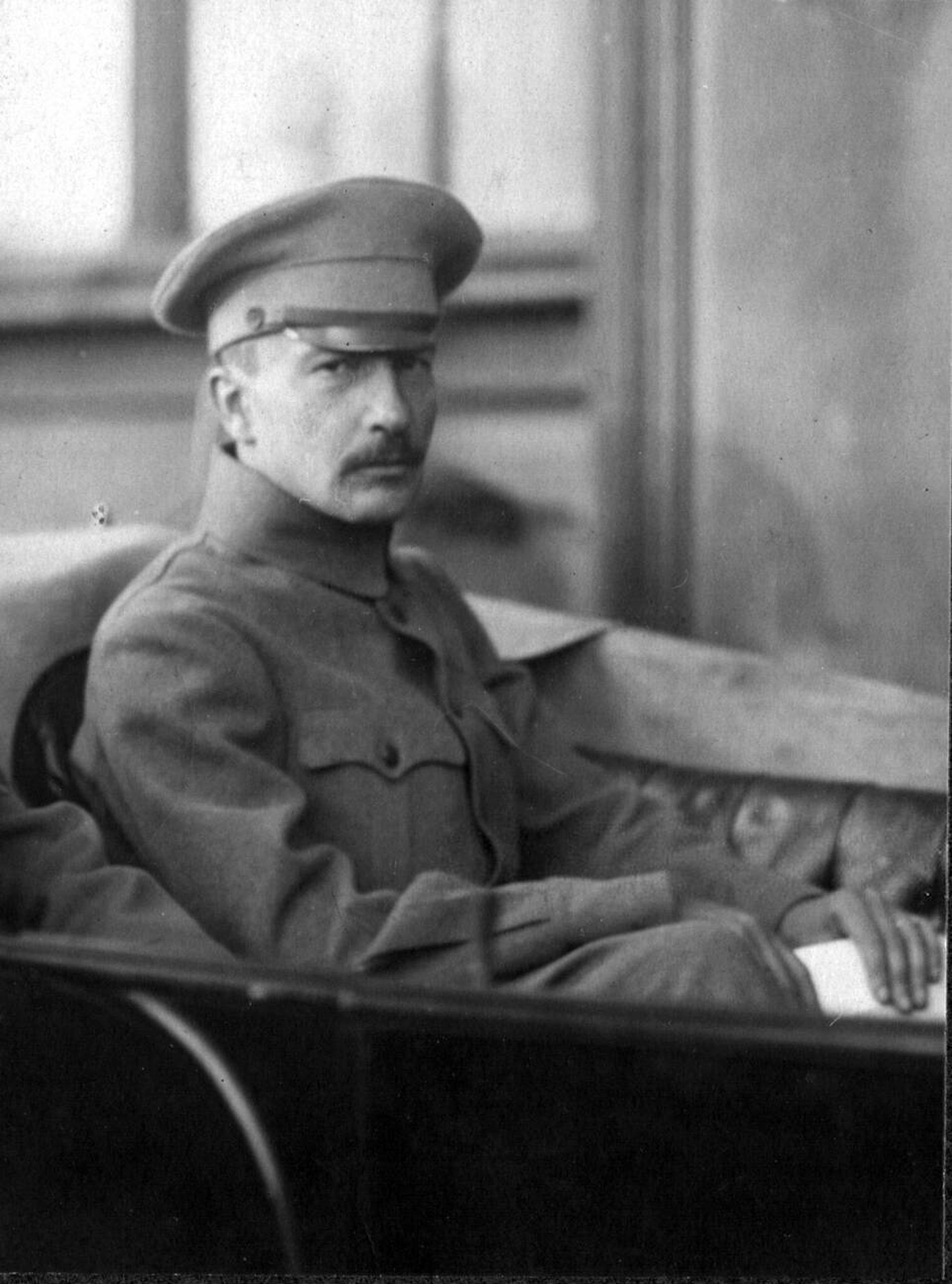
ボリス・サヴィンコフ
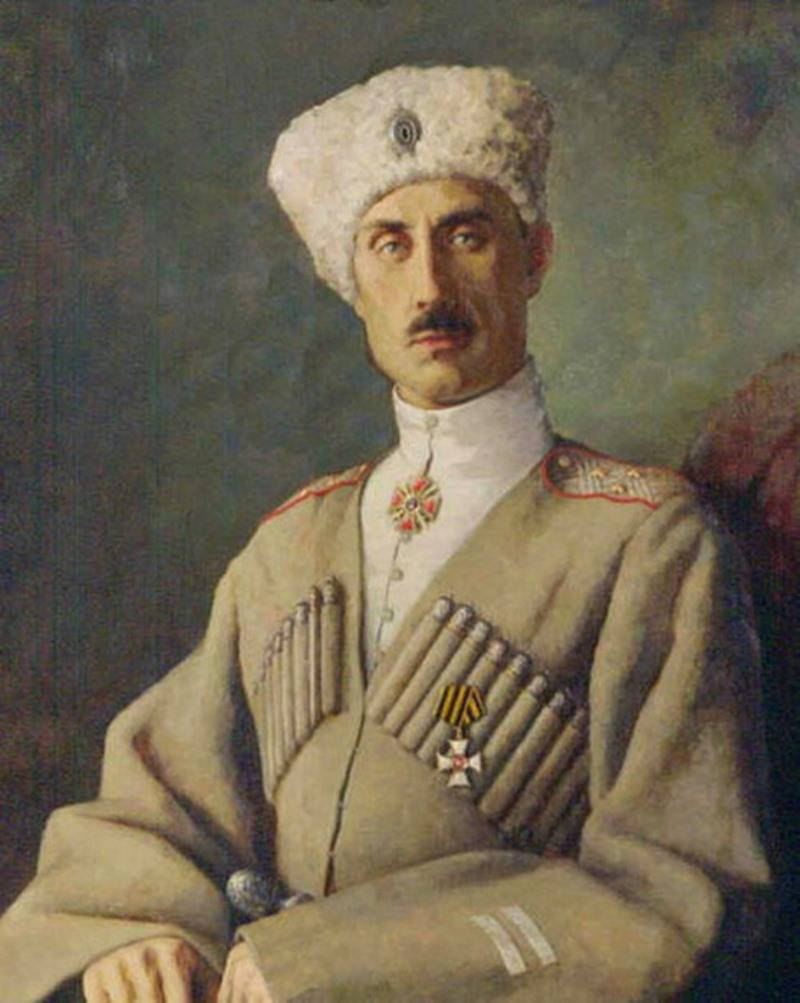
ピョートル・ヴラーンゲリ
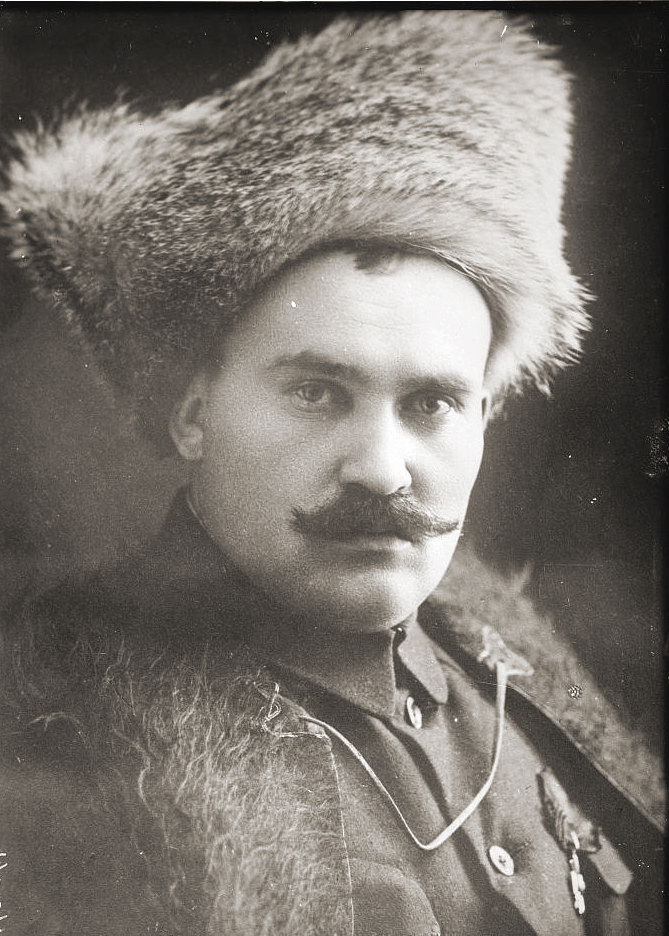
グリゴリー・セミョーノフ
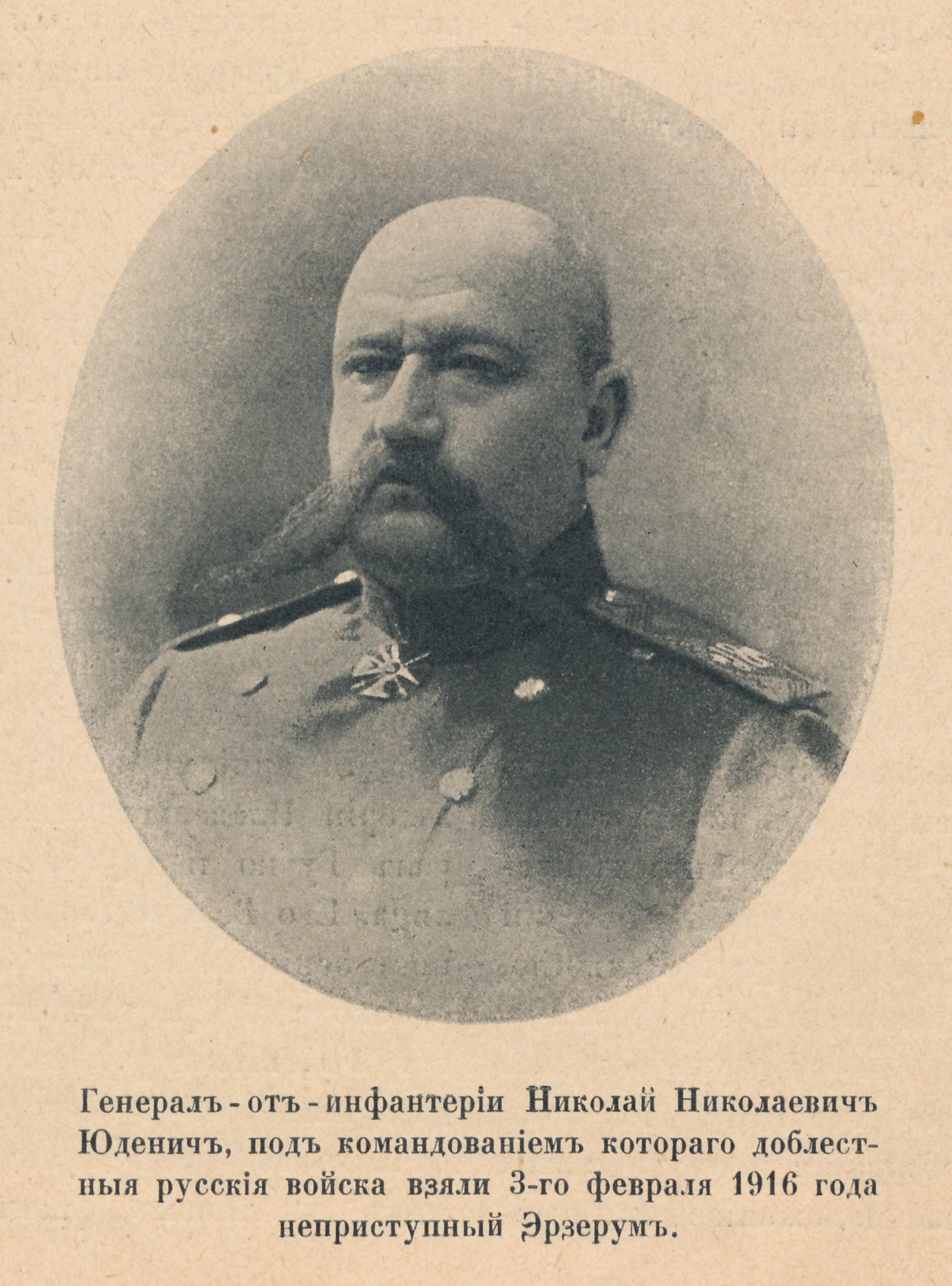
ニコライ・ユデーニチ
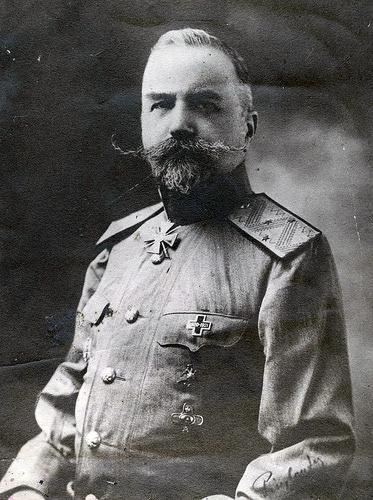
エフゲニー・ミレル
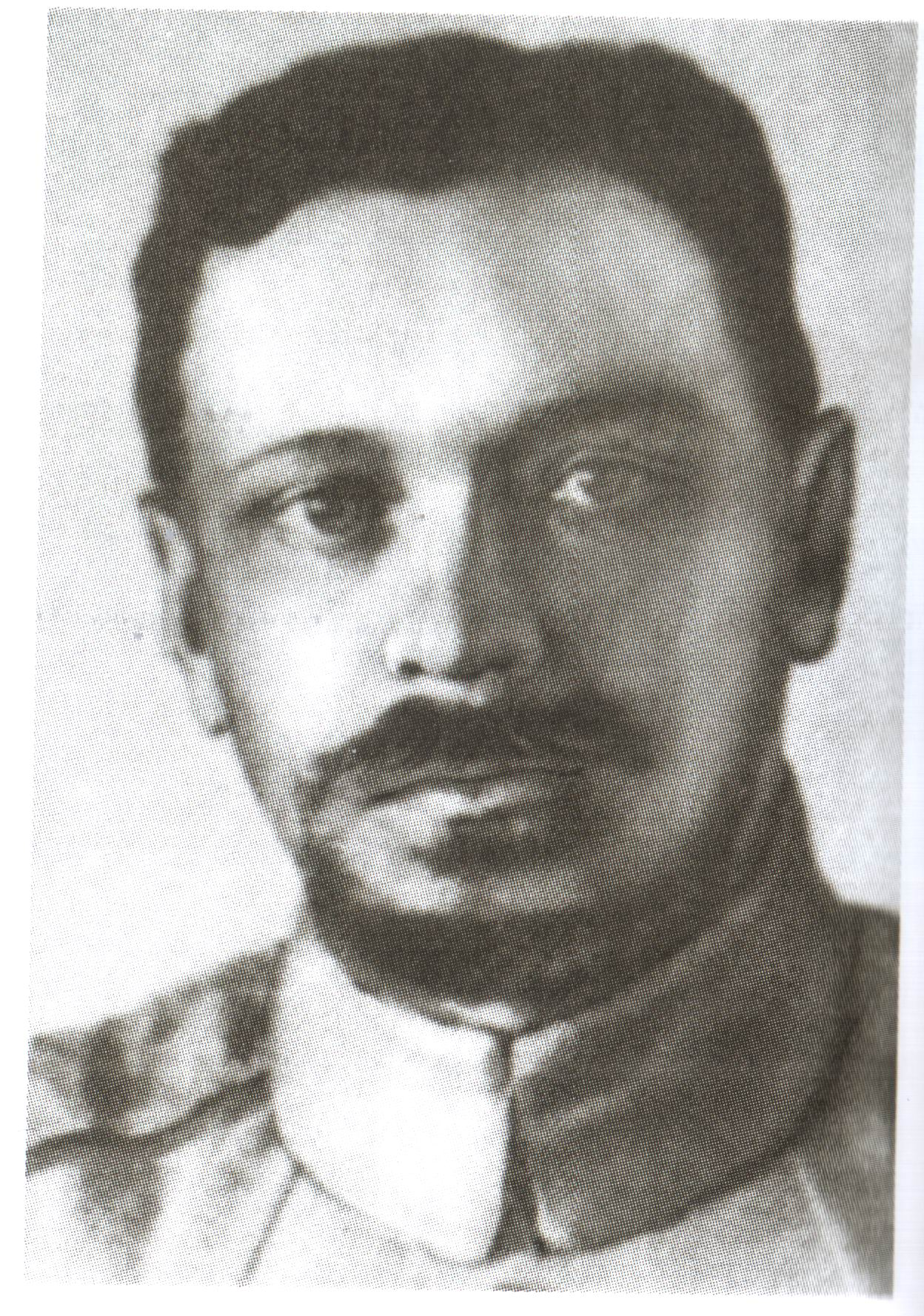
ウラジーミル・カッペリ（英語版）
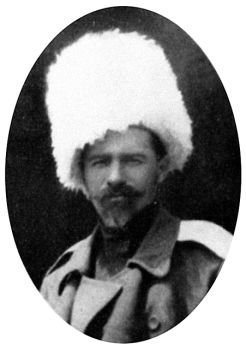
セルゲイ・マルコフ（英語版）
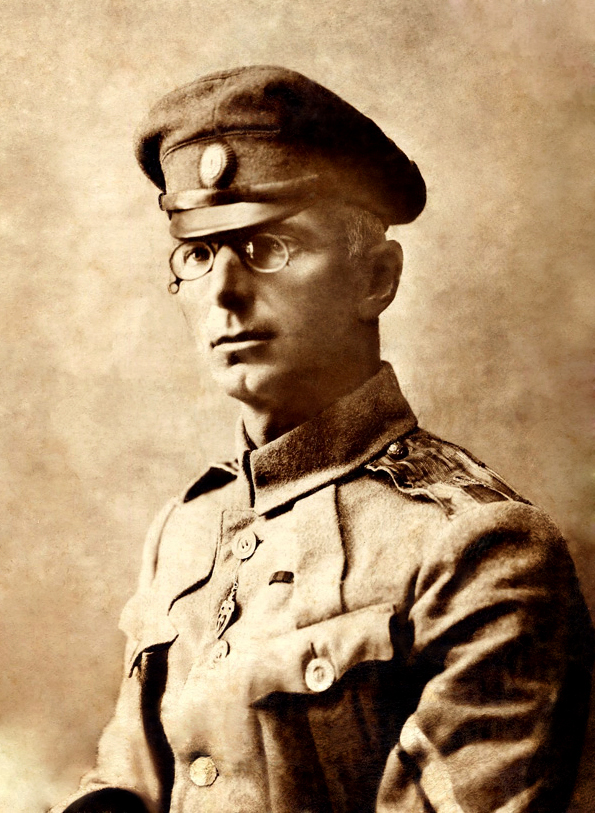
ミハイル・ドロズドフスキー（ロシア語版）
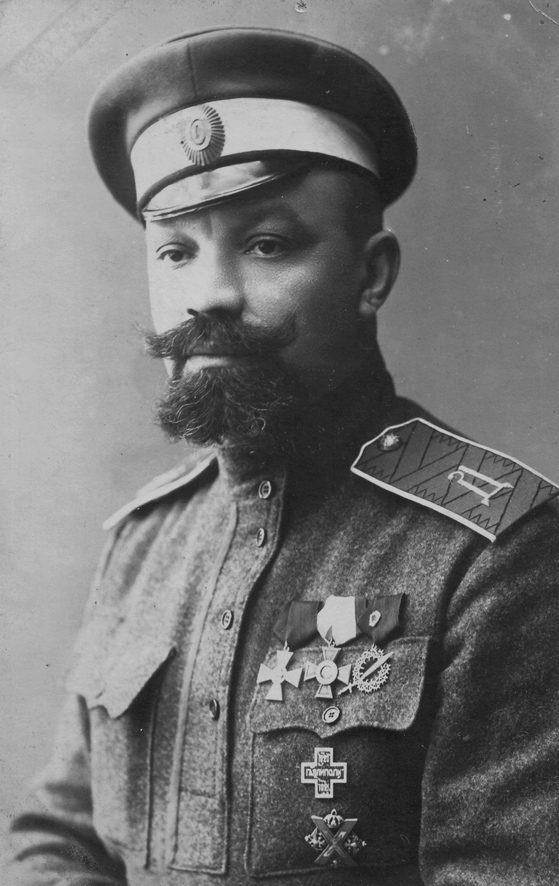
アレクサンドル・クテポフ
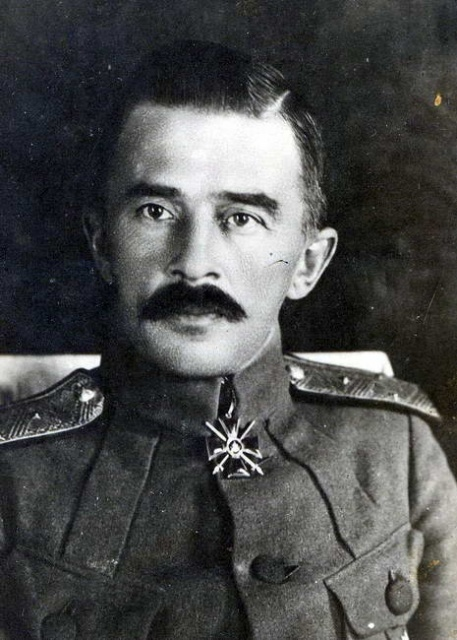
ミハイル・ディテリフス
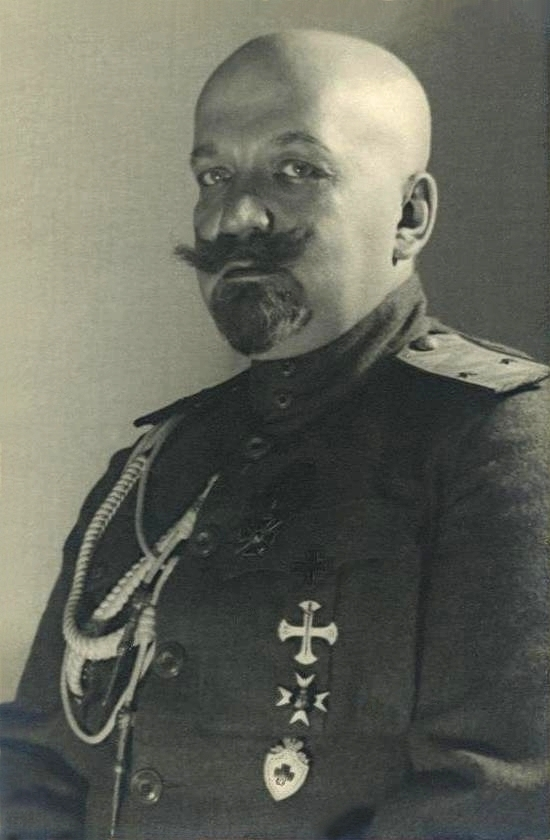
アレクセイ・フォン・ラムペ
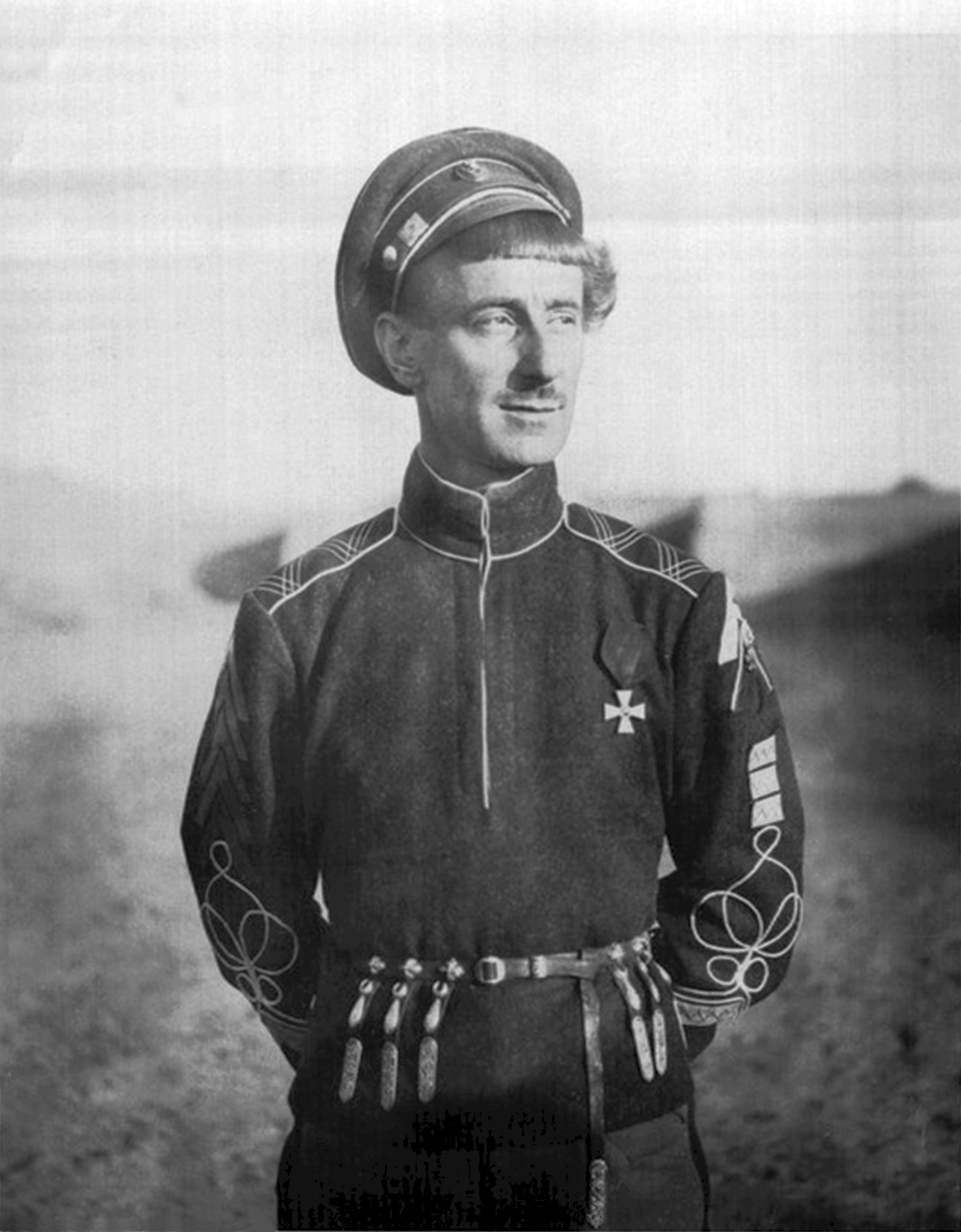
ボリス・アンネンコフ
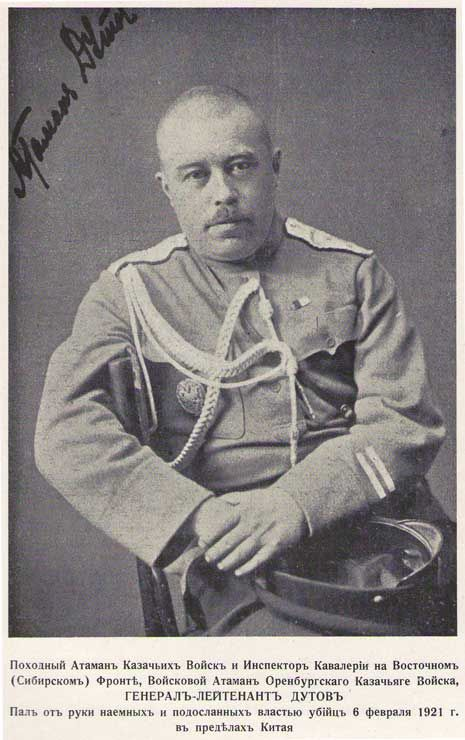
アレクサンドル・ドゥトフ
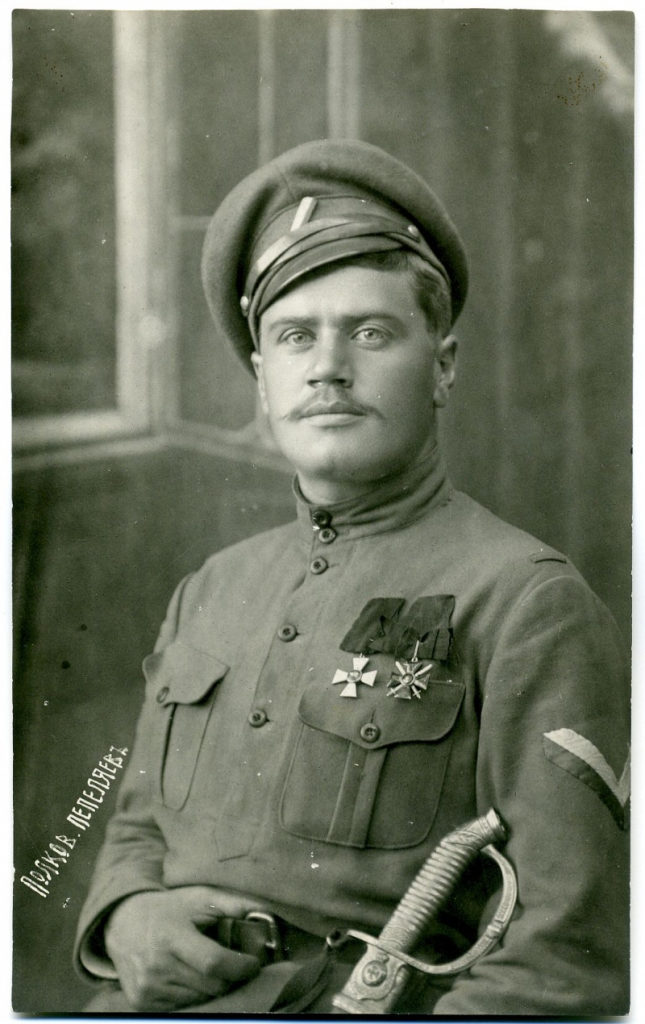
アナトリー・ぺぺリャーエフ（英語版）
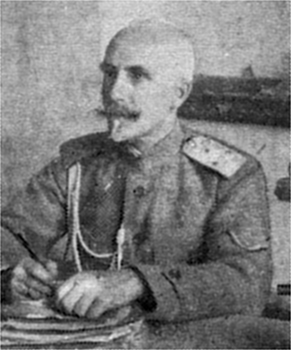
アレクセイ・アルハンゲリスキー
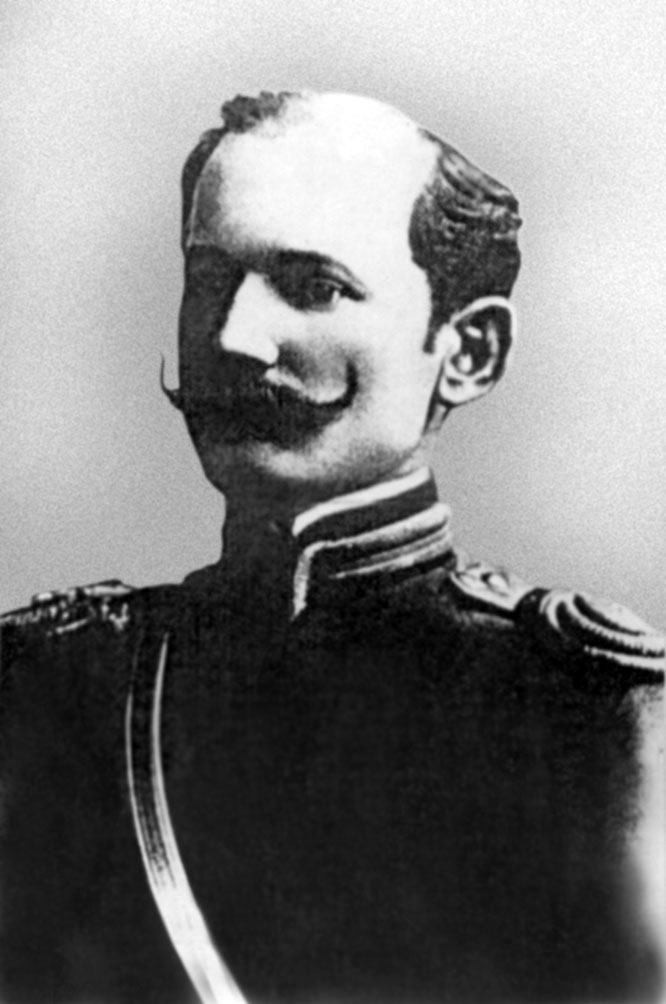
アンドレイ・バキチ
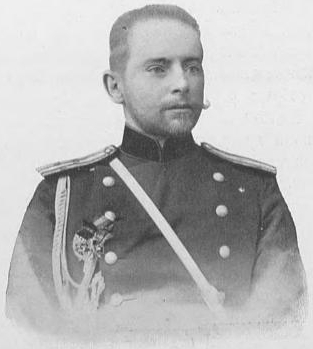
ウラジーミル・アガペーエフ
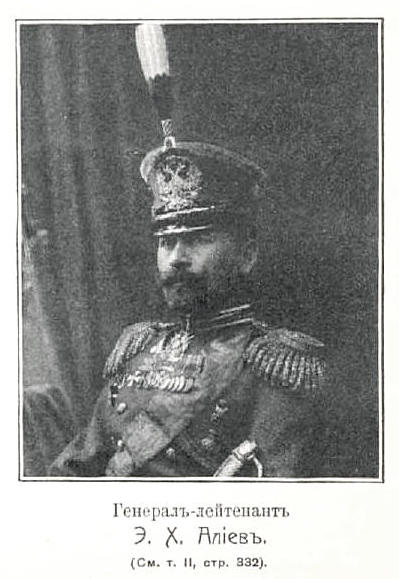
エリス・アリエフ
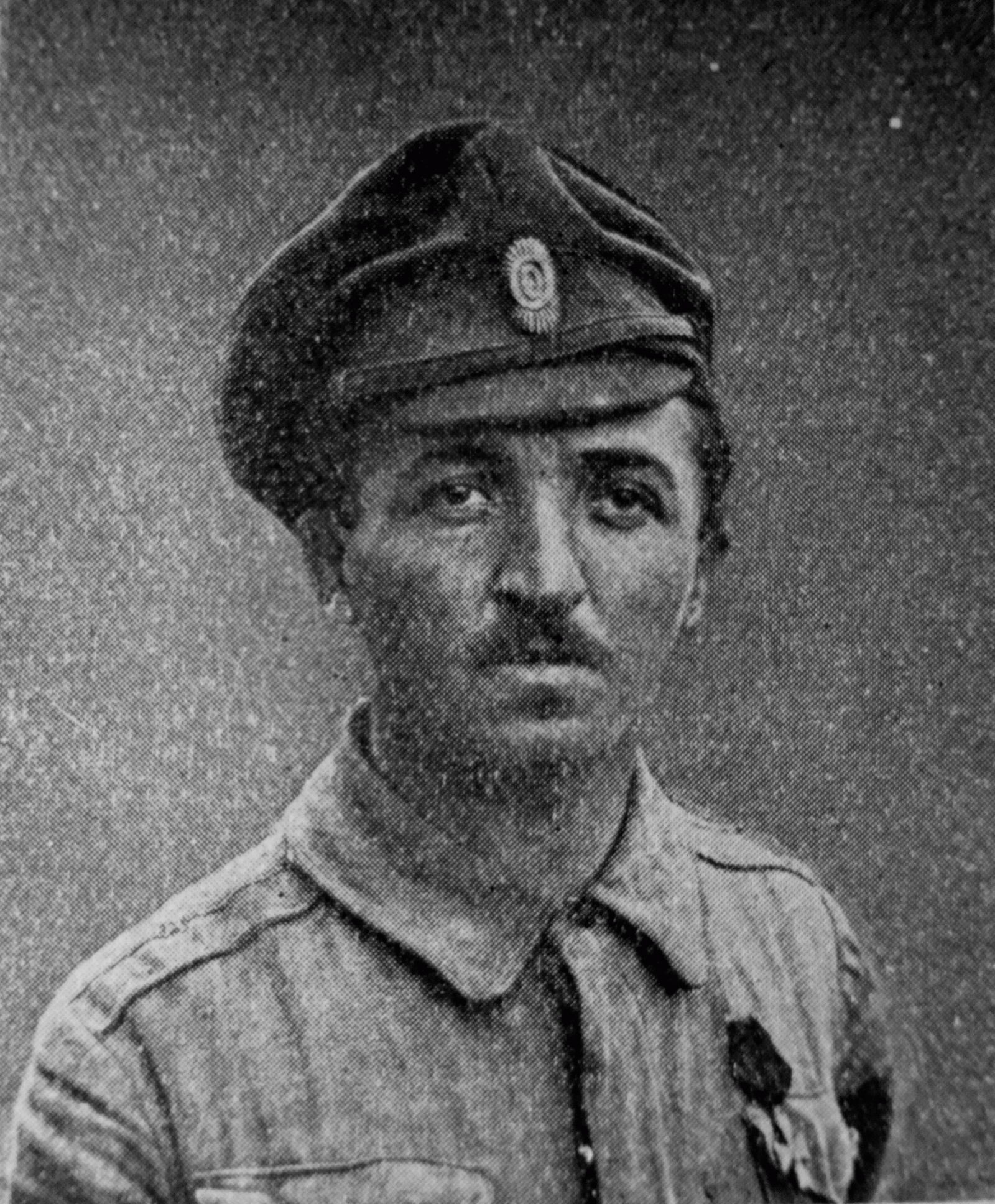
スタニスラフ・チェチェク
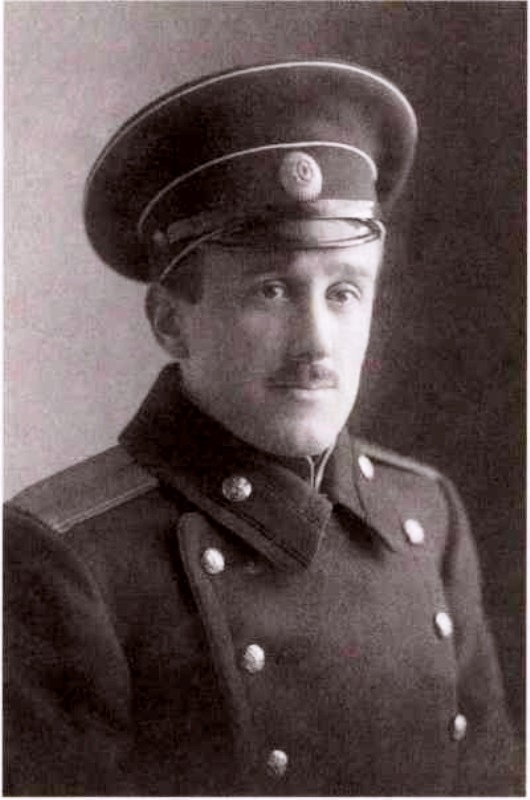
ボリス・ノーリジェ（ロシア語版）
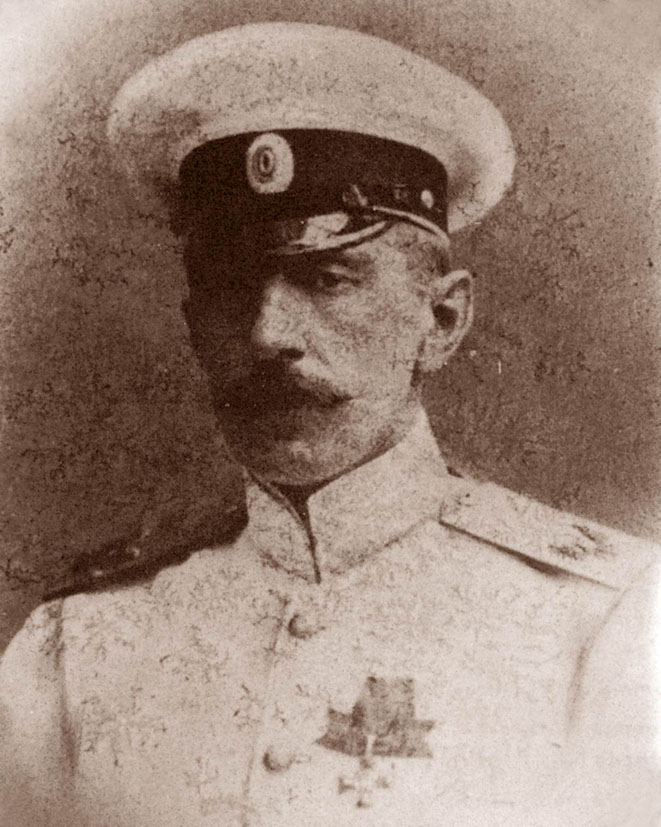
ミハイル・サーブリン
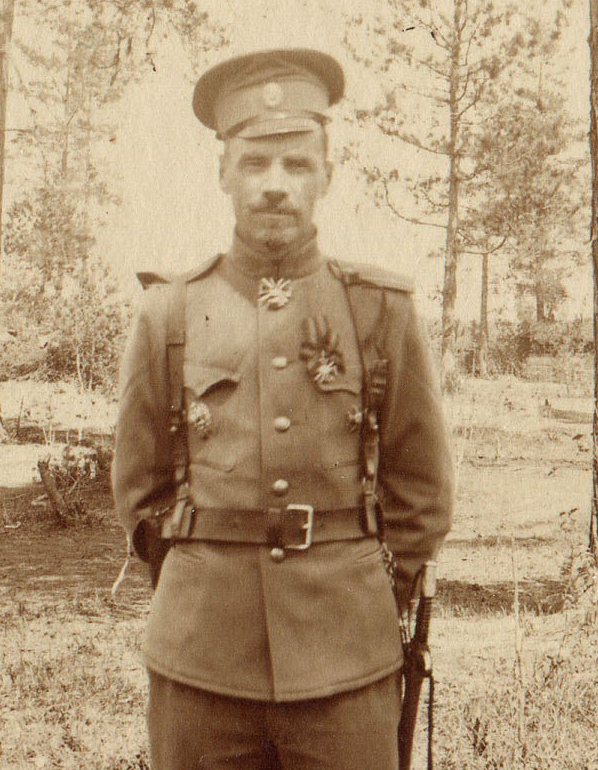
ミハイル・アレクサンドロフ
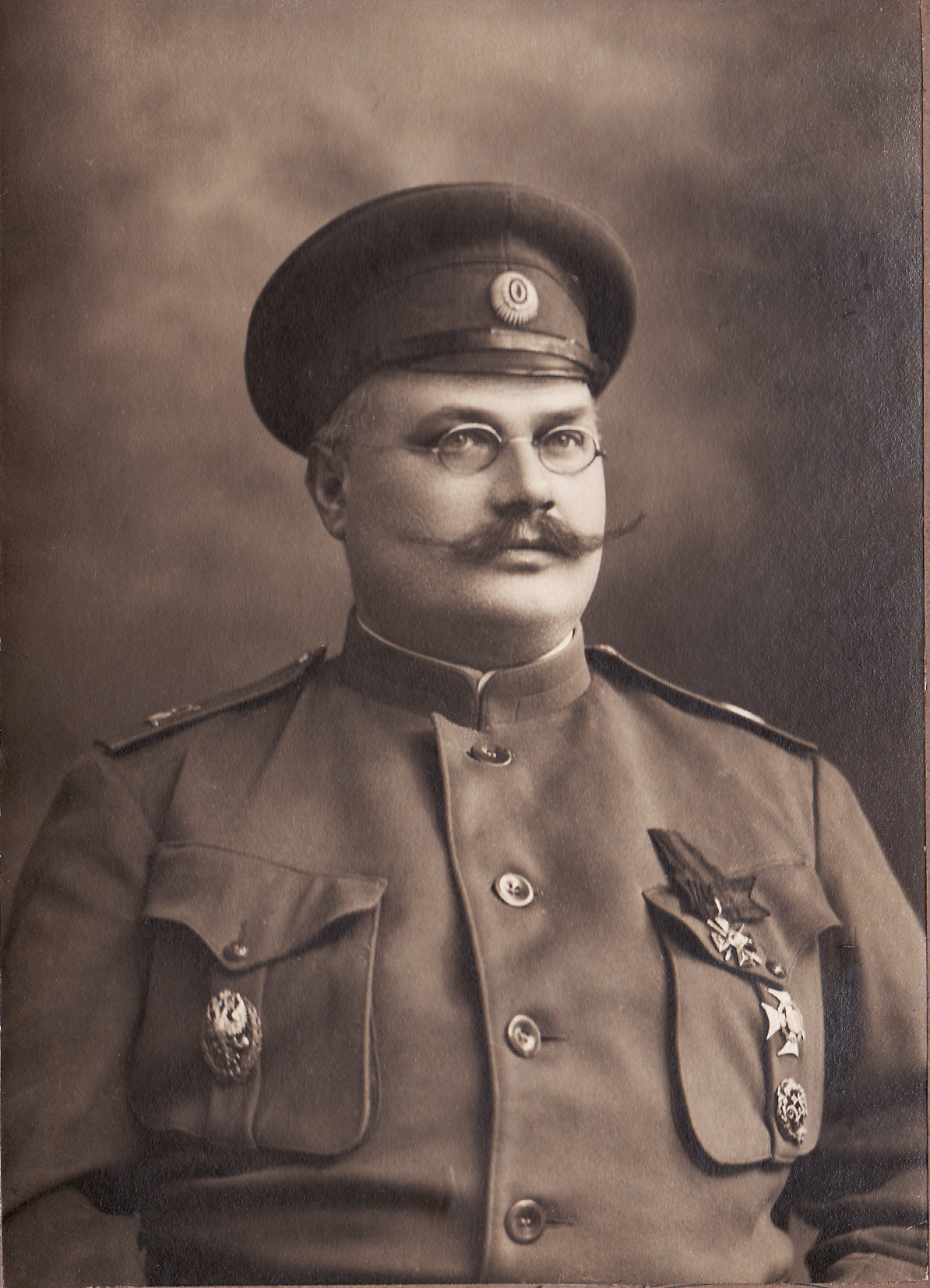
ヴァシーリー・フェドレンコ
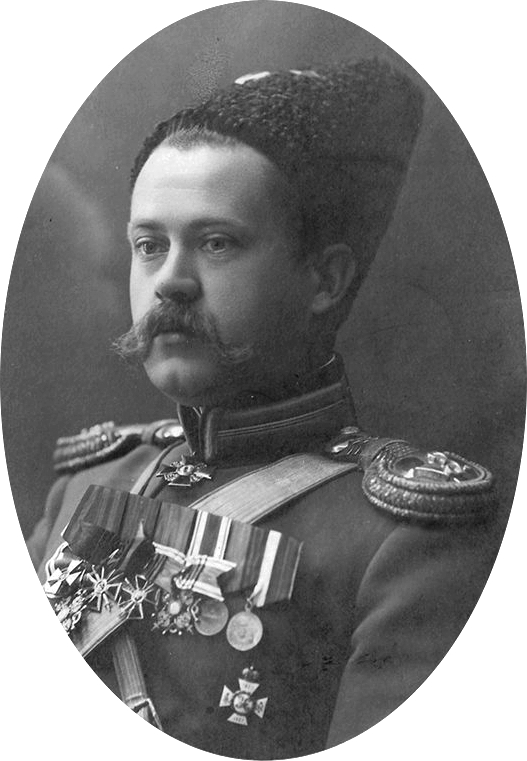
エフゲニー・アルツィシェフスキー（ロシア語版）
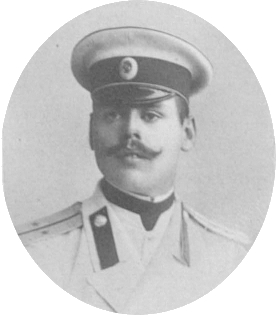
パーヴェル・ロジャンコ（ロシア語版）
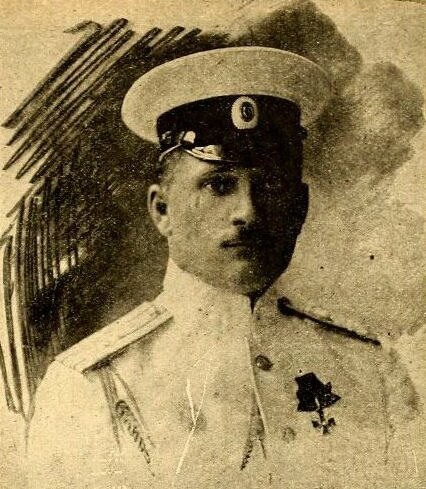
ミハイル・ケドロフ（英語版）
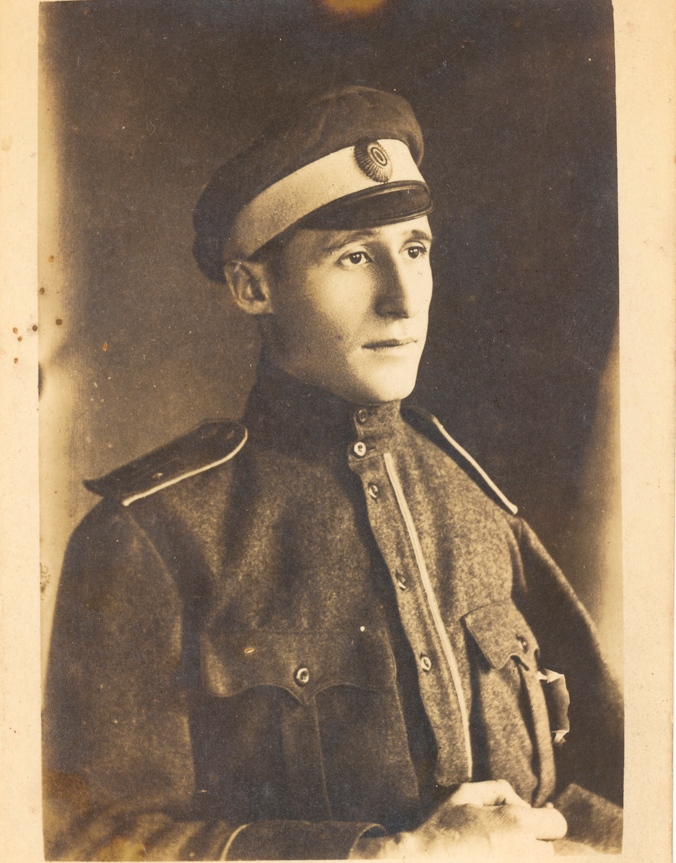
ウラジーミル・マンシュタイン（ロシア語版）
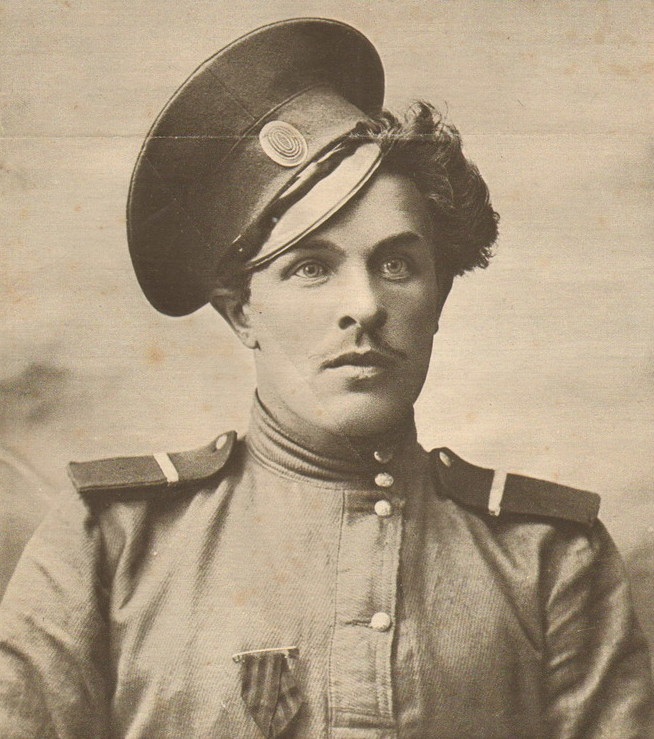
コジマー・クリュチコフ（ロシア語版）
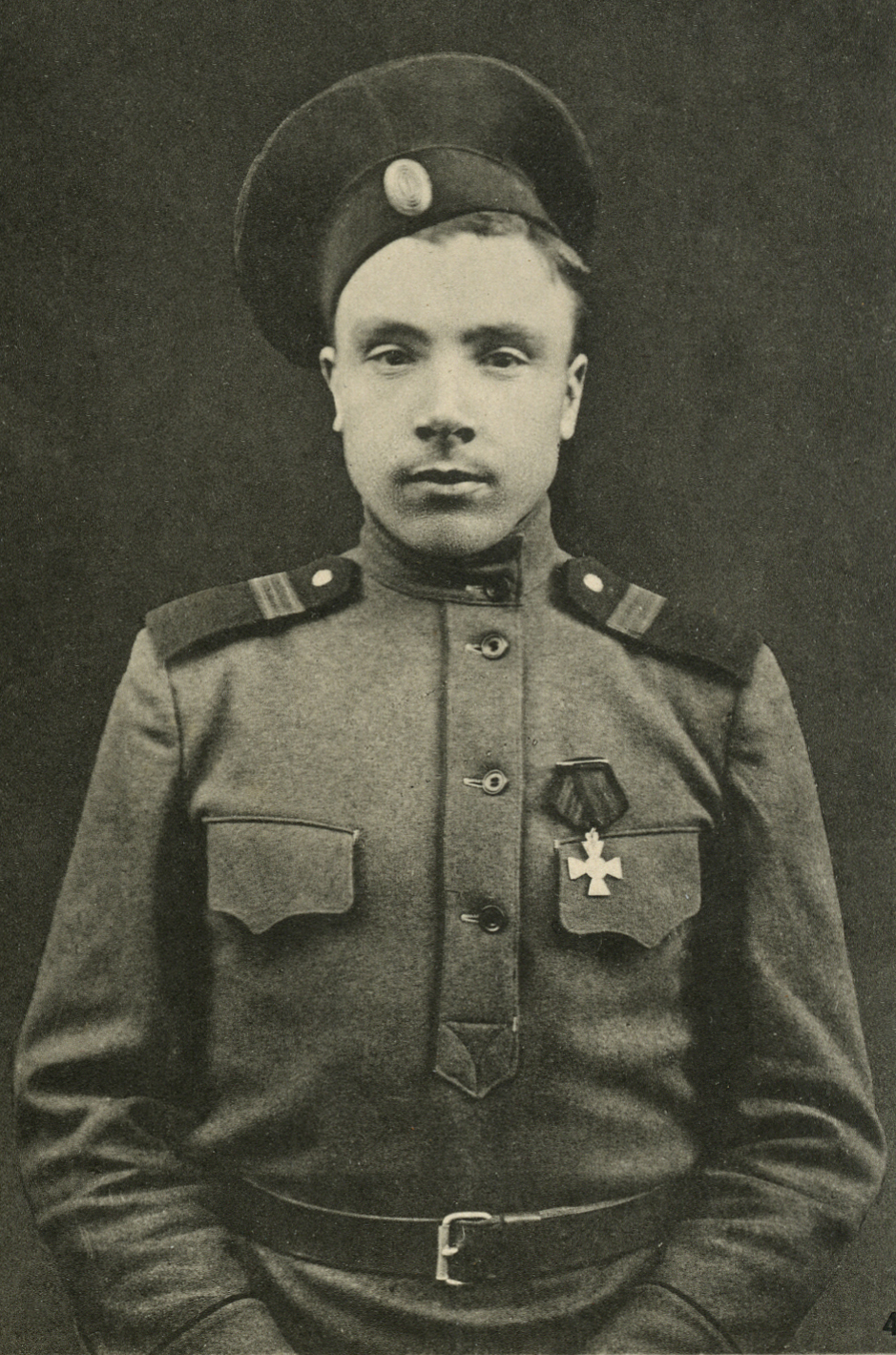
チモフェイ・キルピチンコフ（英語版）
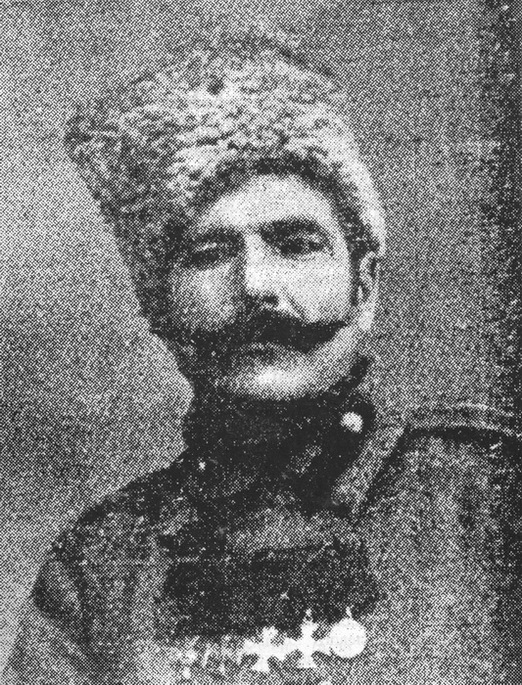
アレクサンドル・カイゴロードフ（ロシア語版）
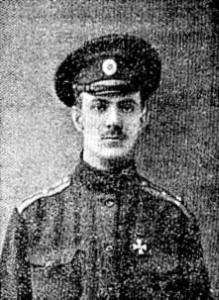
ニコライ・カルペンコ（ロシア語版）
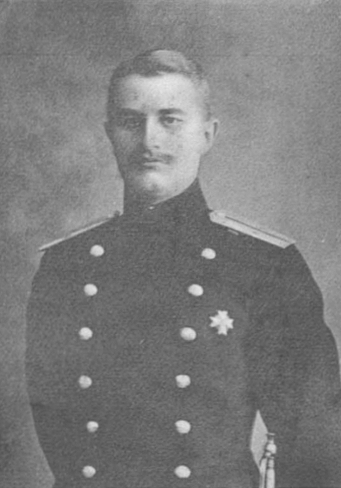
セルゲイ・ゴレニーシチェフ＝クトゥーゾフ（ロシア語版）
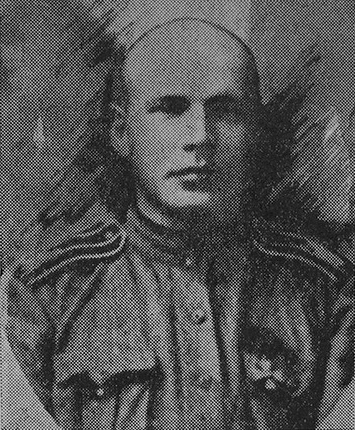
アレクセイ・ブラートキン（ロシア語版）
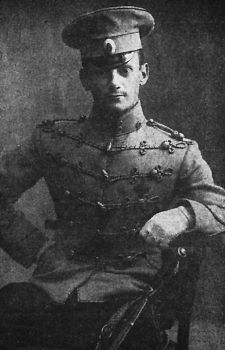
ユーリー・スリョーズキン（ロシア語版）
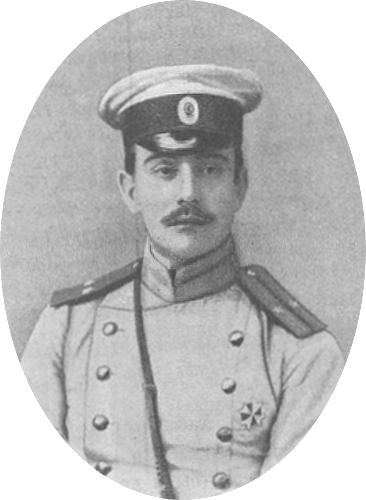
アレクサンドル・リネーヴィチ（ロシア語版）
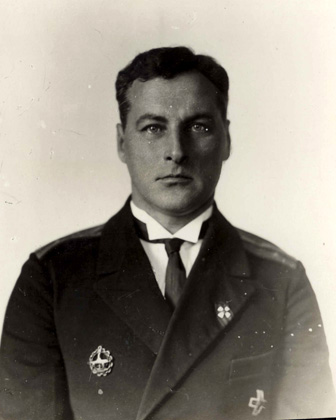
ニェーストル・モナストィリョーフ（ロシア語版）
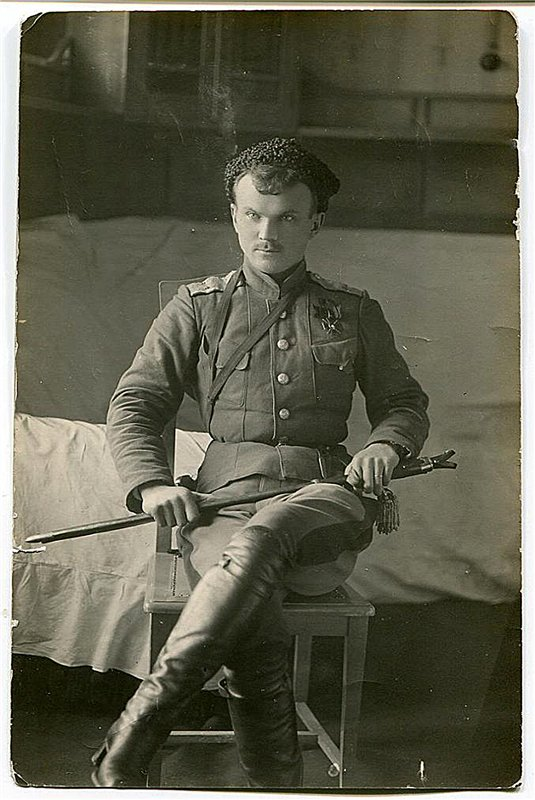
イワン・カルムィコフ（ロシア語版）
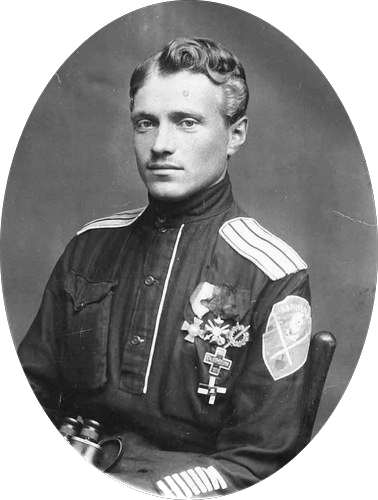
ミハイル・レヴィートフ（ロシア語版）
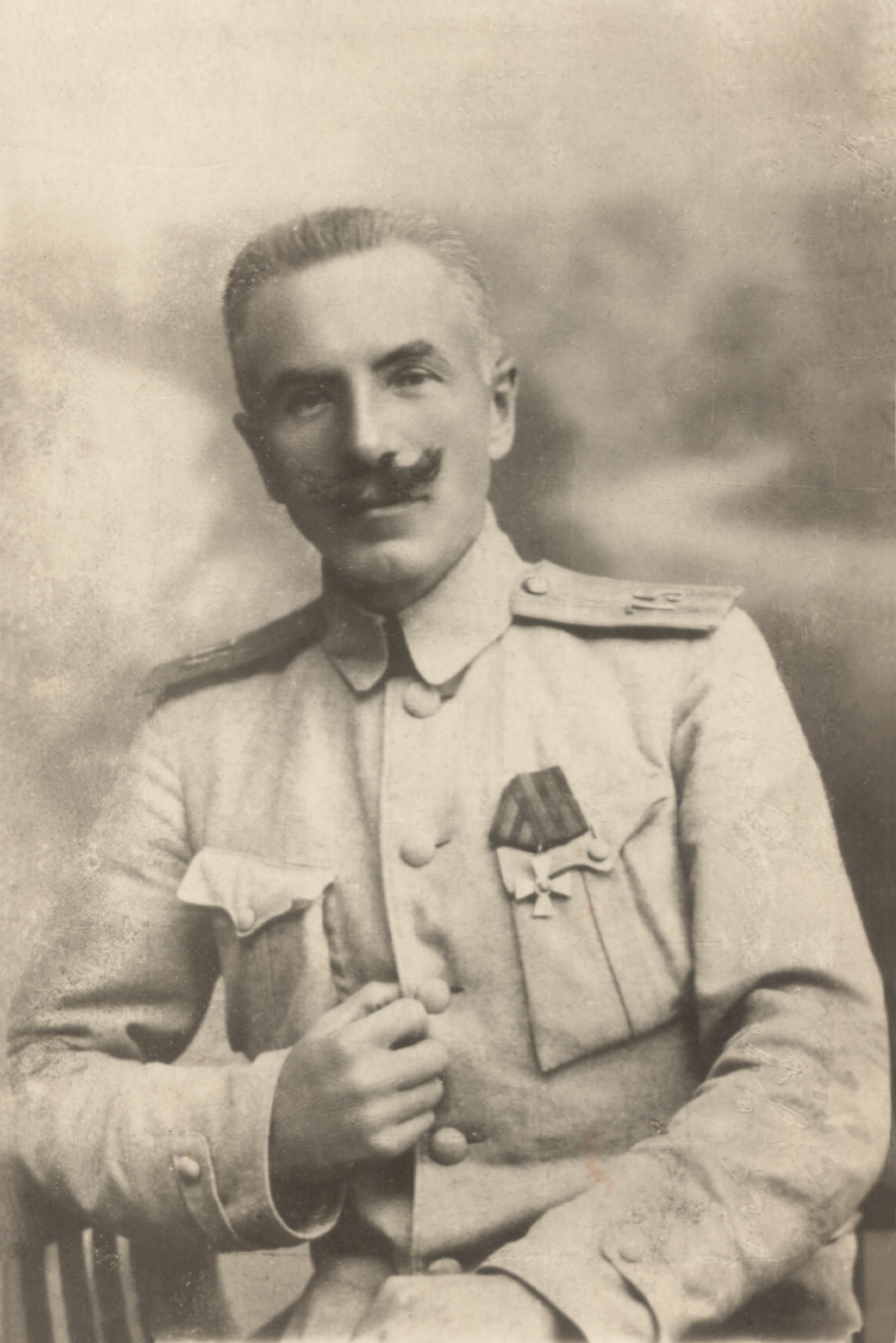
ゲオルギー・シリン（ロシア語版）
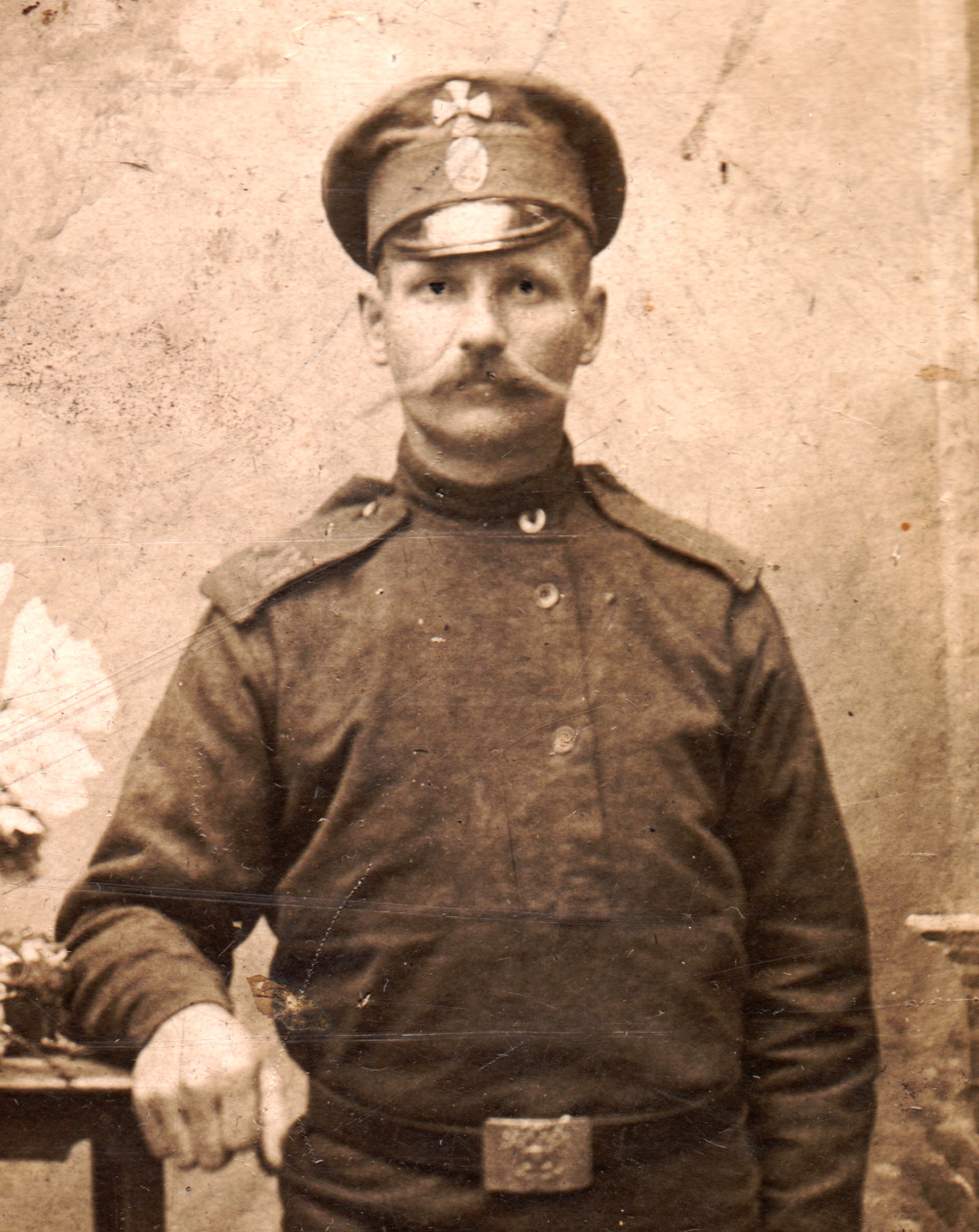
ロマン・ホルンジー
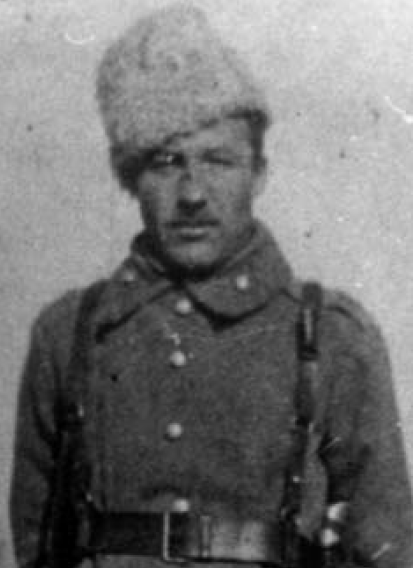
イワン・コロリコフ（ロシア語版）
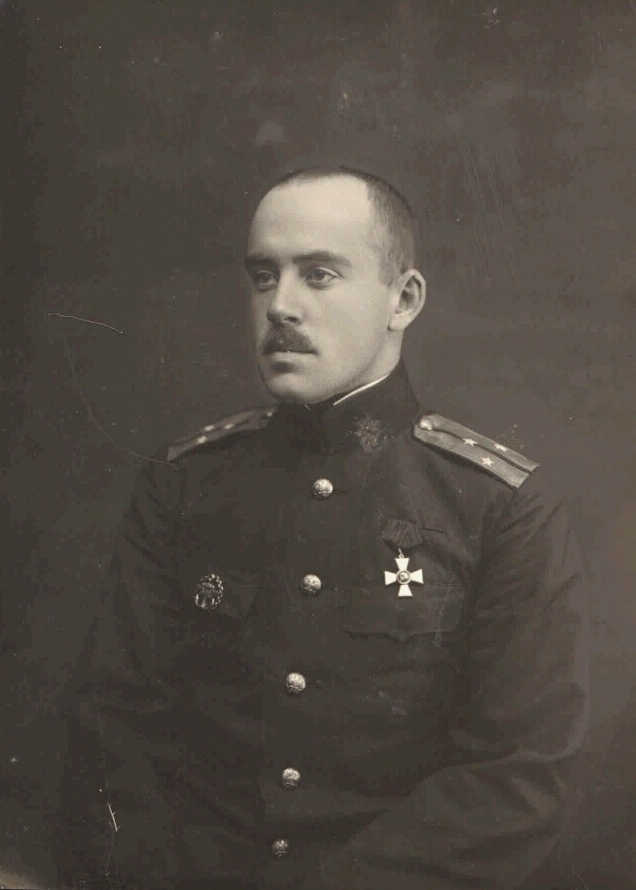
ウラジーミル・ジチェリフス
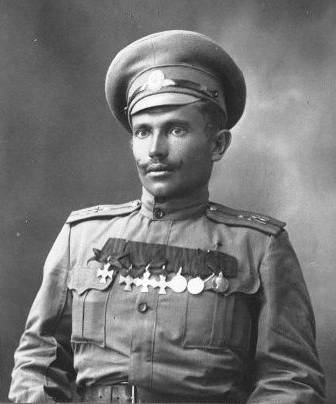
コンスタンチン・ニェドダエフ（ロシア語版）
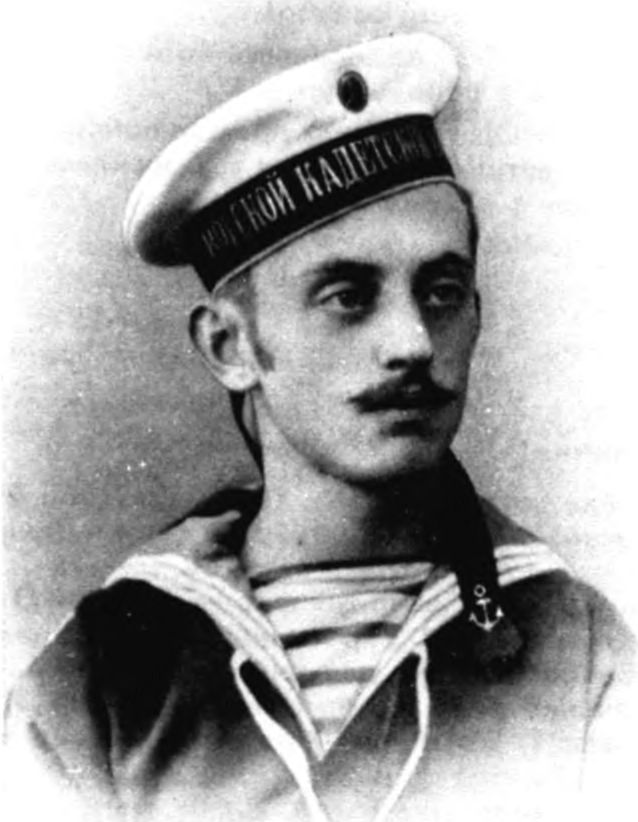
ニコライ・グタン（ロシア語版）
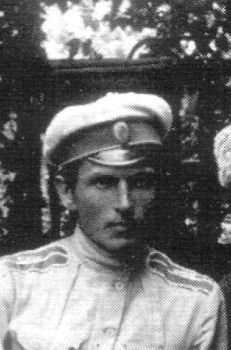
ピョートル・ブズン（ロシア語版）
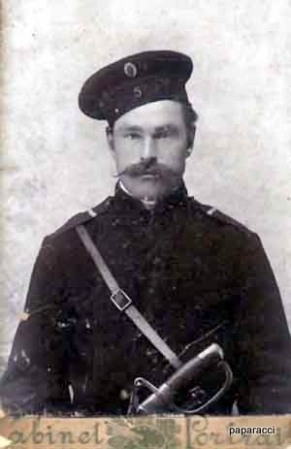
ニコライ・シポフ（ロシア語版）
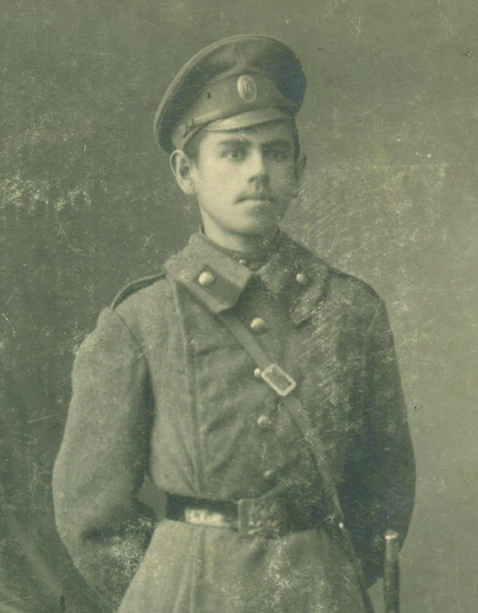
アレクサンドル・アバシュキン
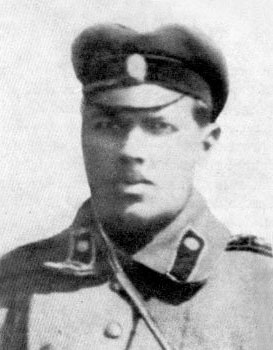
アントニー・ピオ＝ウリスキー（ロシア語版）
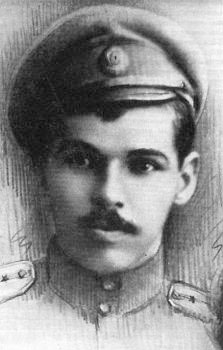
ロマン・プフ（ロシア語版）
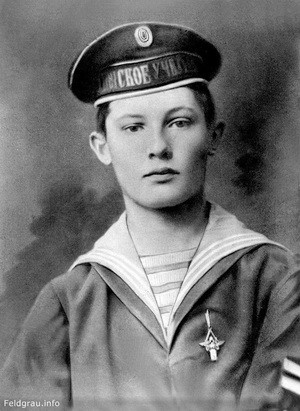
ニコライ・メルクーロフ   シー・ミーズ・ドスポン

## 主な白軍組織
- 義勇軍
- 南ロシア軍
- 北ロシア軍
- 極東ロシア軍
- ロシア軍
- フィンランド白衛軍